# Fibra (matematica)
In matematica, la fibra  di un punto {\displaystyle y} in {\displaystyle Y} rispetto a una funzione {\displaystyle f\colon X\to Y} è la controimmagine di un singoletto {\displaystyle \{y\}} rispetto a {\displaystyle f,} ossia:
{\displaystyle f^{-1}(\{y\})=\{x\in X:f(x)=y\}.}
Si dice anche che questa è la fibra di {\displaystyle f} in {\displaystyle y} ed è solitamente denotata con {\displaystyle f^{-1}(y).}
In diverse applicazioni il concetto di fibra è indicato come insieme di livello di {\displaystyle y} rispetto a {\displaystyle f,} o insieme di livello di {\displaystyle f} in {\displaystyle y.} Se {\displaystyle f} è continua e {\displaystyle y} è nell'immagine di {\displaystyle f,} allora l'insieme di livello di {\displaystyle y} rispetto a {\displaystyle f} è una curva (in due dimensioni) o una superficie (in tre dimensioni) o, in generale, una ipersuperficie (in {\displaystyle d-1} dimensioni).
In geometria algebrica la nozione di fibra di un morfismo deve essere formulata con maggiore attenzione in quanto in generale non ogni punto è chiuso. In tal caso, se {\displaystyle f\colon X\to Y} è un morfismo di schemi, allora la fibra di un punto  {\displaystyle p} in {\displaystyle Y} è il prodotto fibrato {\displaystyle X\times _{Y}\mathrm {Spec} \,k(p)}, dove {\displaystyle k(p)} è il campo residuo in {\displaystyle p.}